# Three Months
Three Months ist eine Tragikomödie von Jared Frieder, die am 23. Februar 2022 in das Programm von Paramount+ aufgenommen wurde.

## Handlung
Nachdem sich Caleb am Wochenende seines Highschool-Abschlusses im Jahr 2011 beim Sex mit HIV infiziert haben könnte, muss der schwule Teenager aus Miami drei Monate damit zubringen, auf sein Testergebnis zu warten.

## Produktion
Bei Three Months handelt es sich um das Regiedebüt von Jared Frieder, der auch das Drehbuch schrieb. Im Jahr 2019 wurde dieses in die „Black List“ von GLAAD der vielversprechendsten unverfilmten Drehbücher mit LGBTQ+-Thematik aufgenommen.

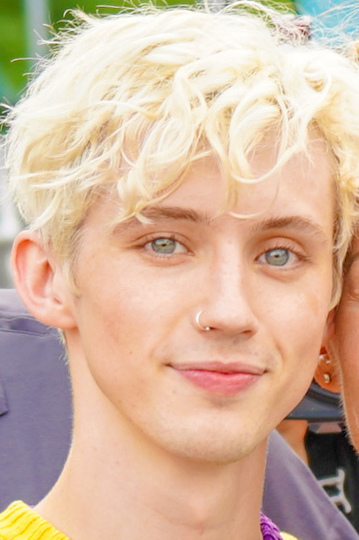
Troye Sivan spielt in der Hauptrolle Caleb

Neben Troye Sivan, der in der Hauptrolle Caleb spielt, befinden sich Viveik Kalra in der Rolle von Estha, Brianne Tju in der Rolle von Dara, die Oscar-Preisträgerin Ellen Burstyn, Judy Greer, Javier Muñoz, der Oscar-Preisträger Louis Gossett Jr. und Amy Landecker auf der Besetzungsliste.
Die Filmmusik komponierte Roger Neill. Hauptdarsteller Troye Sivan schrieb zwei Songs für den Film. Das Soundtrack-Album mit insgesamt 22 Musikstücken wird am 25. Februar 2022 von Lakeshore Records als Download veröffentlicht.
Der Streamingdienst Paramount+ nahm den Film am 23. Februar 2022 in sein Programm auf.

## Rezeption

### Kritiken
Von den bei Rotten Tomatoes aufgeführten Kritiken sind 79 Prozent positiv.

### Auszeichnungen
Critics’ Choice Television Awards 2023
- Nominierung als Bester Fernsehfilm[7]